# Oldenlandia racemosa
Oldenlandia racemosa är en måreväxtart som beskrevs av Sessé och José Mariano Mociño. Oldenlandia racemosa ingår i släktet Oldenlandia och familjen måreväxter. Inga underarter finns listade i Catalogue of Life.